# Wilhelm van Laak
Wilhelm van Laak (* 3. November 1881 in Rheinberg; † 8. Juni 1956 in Bocholt) war Arzt und Politiker.
Van Laak studierte nach Abschluss des Gymnasiums Humanmedizin und praktizierte von 1930 bis 1956 als praktischer Arzt. 
Vor 1933 war er Mitglied der Zentrumspartei. Während der Zeit des Nationalsozialismus wurde van Laak mehrfach von der Ärztekammer und der Gestapo verwarnt, weil er Gefangene zu milde behandelte. Kurze Zeit wurde er auch inhaftiert. 
Nach dem Ende des Zweiten Weltkriegs trat van Laak der CDU bei. Im September 1945 wurde er Mitglied der ernannten Stadtvertretung von Bocholt und am 30. Oktober 1946 Oberbürgermeister der Stadt. Er hatte das Amt innen bis zum 20. November 1947. Im Jahr 1946 war er Mitglied des Provinzialrates für Westfalen und 1946 und 1947 Mitglied des ernannten Landtages von Nordrhein-Westfalen.